# Еварісто Ісасі
Еварісто Ісасі Колман (ісп. Evaristo Isasi Colmán, нар. 26 жовтня 1955, Асунсьйон, Парагвай) — парагвайський футболіст, що грав на позиції нападника. Найбільш відомий за виступами у складі клубу «Олімпія» з Асунсьйона, у складі якого став шестиразовим чемпіоном Парагваю, володар Кубка Лібертадорес та володарем Міжконтинентального кубка, а також національну збірну Парагваю, у складі якої став володарем Кубка Америки.

## Клубна кар'єра
Еварісто Ісасі народився в столиці Парагваю Асунсьйоні. У професійному футболі дебютував 1974 року в команді «Хенераль Кабальєро», в якій грав протягом року. У 1975 році перейшов до клубу «Олімпія» з Асунсьйона, в якій швидко став одним із гравців основного складу, та одним із кращих бомбардирів, відзначившись 145 забитими м'ячами у 365 проведених матчах. У складі команди грав до 1981 року, став у її складі чотириразовим чемпіоном країни, а в 19079 році у складі команди став переможцем Кубка Лібертадорес та Міжконтинентального кубка.
У кінці 1981 року Ісасі став гравцем колумбійського клубу «Депортес Толіма», а на початку 1983 перейшов до іншого колумбійського клубу «Санта-Фе». У 1983 році він повернувся до асунсьйонської «Олімпії», у складі якої грав до 1988 року, та ще двічі став у її складі чемпіоном Парагваю. Завершив виступи на футбольних полях у 1988 році.

## Виступи за збірну
У 1977 року Еварісто Ісасі дебютував у складі національної збірної Парагваю. У складі збірної був учасником розіграшу Кубка Америки 1979 року, здобувши того року титул континентального чемпіона. У складі національній команди грав до 1981 року, провів у її формі 17 матчів, забивши 2 голи. У 1986 році Ісасі включили до складу збірної для участі в чемпіонаті світу в Мексиці, проте на турнірі на поле він не виходив.

## Титули і досягнення
- Чемпіон Парагваю (6):

«Олімпія» (Асунсьйон): 1975, 1978, 1979, 1980, 1985, 1988
- Володар Кубка Лібертадорес (1):

«Олімпія» (Асунсьйон): 1979
- Володар Міжконтинентального кубка (1):

«Олімпія» (Асунсьйон): 1979
- Володар Кубка Америки (1): 1979